# Kursk
Kursk (ruski: Курск ) je grad na zapadu europskog dijela Rusije, u Kurskoj oblasti. 

## Povijest
Prvi spomen Kurska je iz 1032. godine. Tada je to bio grad čuven po kamenorescima. Po arheološkim podacima, naselje postoji od 8. stoljeća. Mongoli su nekoliko puta uništavali grad tijekom 12. i 13. stoljeća. Najveće razaranje izvršio je mongolski zapovjednik Batu-kan 1237. godine, kada je pobijen najveći dio stanovništva, a grad potpuno razoren. Kursk je obnovljen tek krajem 13. stoljeća, a od 1508. godine ušao je u granice Rusije. Grad je izdržao tijekom 17. stoljeća napade Poljaka i krimskih Tatara. Nedaleko od grada, u srpnju i kolovozu 1943. godine odigrala se jedna od odlučnih bitaka Drugog svjetskog rata, bitka kod Kurska najveća tenkovska bitka u povijesti ratovanja u kojoj je pobijedio SSSR.
Bitka u Kurskoj oblasti 2024. započela je 6. kolovoza 2024., tijekom Rusko-ukrajinskoga rata, kada su Oružane snage Ukrajine prešle rusko-ukrajinsku granicu i započele vojne operacije na teritoriju ruske Kurske oblasti.

## Stanovništvo
Prema podacima stanovništva iz 2024. godine u Kursku živi 436 678 stanovnika, dok je prema popisima iz 2002. godine živjelo 412 442, a 1989. godine 424 239 stanovnika u gradu.

## Gradovi prijatelji
Gradovi prijatelji i gradovi partneri Kurska:
| - Zweibrücken, Njemačka - Speyer, Njemačka - Witten, Njemačka (od 1990) - Niš, Srbija | - Užice, Srbija - Tczew, Poljska - Veszprém, Mađarska - Herning, Danska | - Čhern, Rusija - Sumi, Ukrajina - Dębno, Poljska |

## Vanjske poveznice
- Službene stranice grada Kurska  Arhivirana inačica izvorne stranice od 1. srpnja 2014. (Wayback Machine)